# Giannīs Karagiannīs
Giannīs Karagiannīs, talvolta accreditato come John Karayiannis (in lingua greca: Γιάννης Καραγιάννης; Limassol, 25 luglio 1994), è un cantante cipriota.
Ha partecipato come rappresentante di Cipro all'Eurovision Song Contest 2015 tenutosi a Vienna presentando la canzone One Thing I Should Have Done. Il brano si è classificato al 22º posto in finale.